# Ricardo Jiménez Oreamuno
Pour les articles homonymes, voir Oreamuno.
Ricardo Jiménez Oreamuno (né le 6 février 1859 – mort le 4 janvier 1945 à San José) est un homme d'État du Costa Rica, président lors de trois mandats :
- du 8 mai 1910 au 8 mai 1914 ;
- du 8 mai 1924 au 8 mai 1928 ;
- du 8 mai 1932 au 8 mai 1936.

Son père, Jesús Jiménez Zamora, fut président du pays pour deux mandats.

## Source
- (en) Cet article est partiellement ou en totalité issu de l’article de Wikipédia en anglais intitulé « Ricardo Jiménez Oreamuno » (voir la liste des auteurs).